# کسووال
کسووال (به انگلیسی: Kassowal) یک شهر در پاکستان است که در پنجاب واقع شده‌است.